# Église Saint-Thomas de Hautefage-la-Tour
L'église Saint-Thomas est une église catholique située sur le territoire de la commune d'Hautefage-la-Tour, en France

## Localisation
L'église est située dans le département français de Lot-et-Garonne, sur le territoire de la commune d'Hautefage-la-Tour, au lieu-dit Saint-Thomas.

## Historique
L'église, d'architecture romane, a été construite dans la première moitié du XIIe siècle. 
Cette église est inscrite au titre des monuments historiques le 27 septembre 1996,.